# David Beckmann
Ne doit pas être confondu avec David Beckham.
David Beckmann, né le 27 avril 2000 à Iserlohn, est un pilote automobile allemand. En 2024, il participe au championnat de Formule E avec l’écurie américaine Cupra Kiro.

## Biographie

### Débuts en monoplace en Formule 4 (2015)
En 2015, Beckmann fait ses débuts en monoplace en ADAC Formula 4 ainsi qu'en championnat d'Italie de Formule 4 avec l'écurie allemande Mücke Motorsport. Il a terminé les saisons quatrième en F4 italienne et cinquième en ADAC Formula 4, néanmoins il termine en étant élu meilleur rookie de la saison. 

### Championnat d'Europe de Formule 3 (2016-2017)

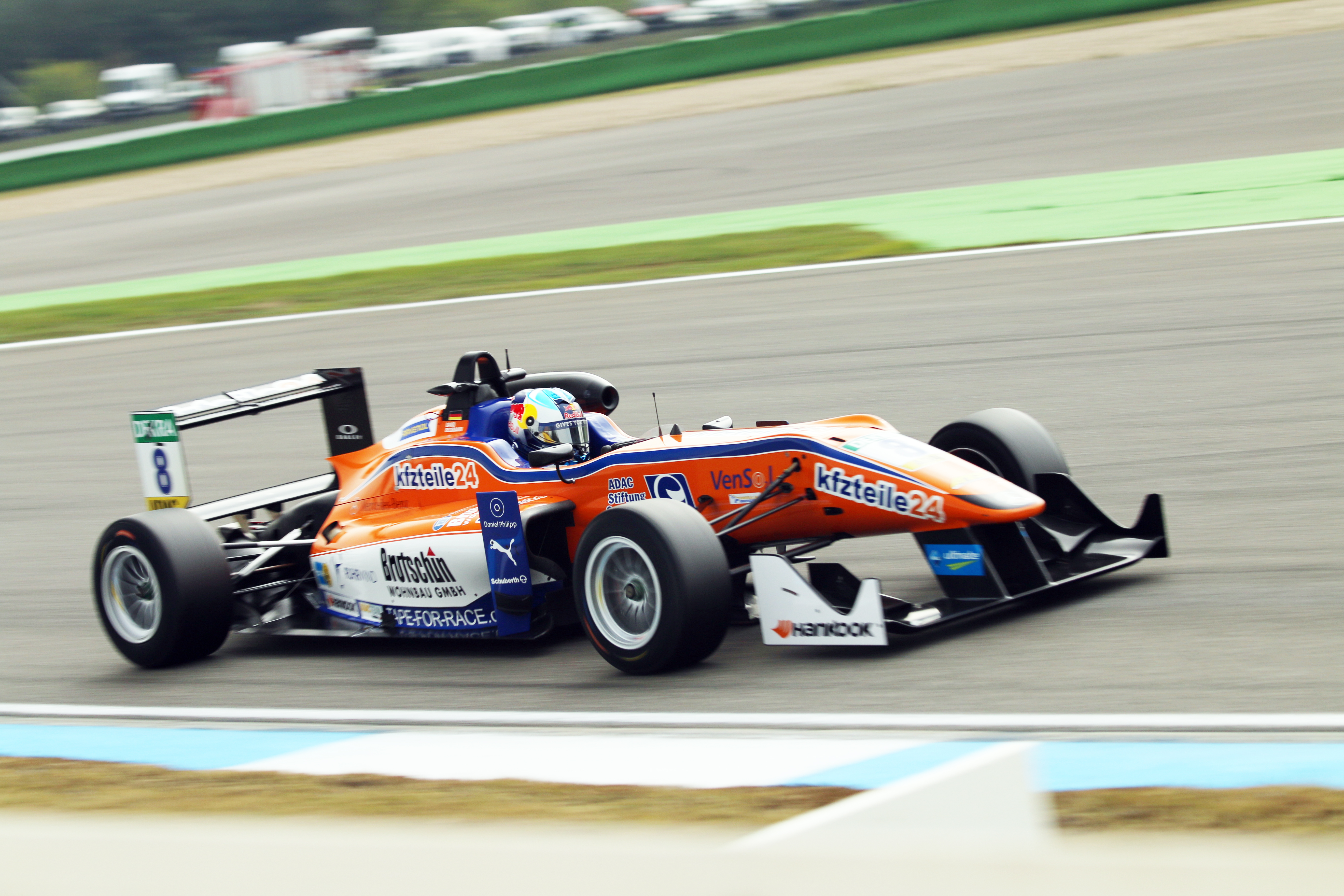
David Beckmann en Formule 3 sur le Hockenheimring en 2016.

En décembre 2015, il est annoncé que Beckmann fera ses débuts en championnat d'Europe de Formule 3 pour 2016, tout en continuant sa collaboration avec Mücke Motorsport. En raison de son âge, Beckmann a été contraint de manquer les deux premiers tours de la saison, ne faisant ses débuts qu'à la troisième manche à Pau. Il réalise le tour le plus rapide et deux podiums pour terminer septième dans le championnat rookie et quinzième au général. Pour 2017, Beckmann change d'écurie et passe chez Van Amersfoort Racing. Après trois épreuves où il ne parvient pas à marquer de points, il fait un nouveau changement d'équipe en passant chez Motopark. Il réalise de meilleures performances et termine la saison seizième avec 45 points.

### Une année en GP3 Series (2018)

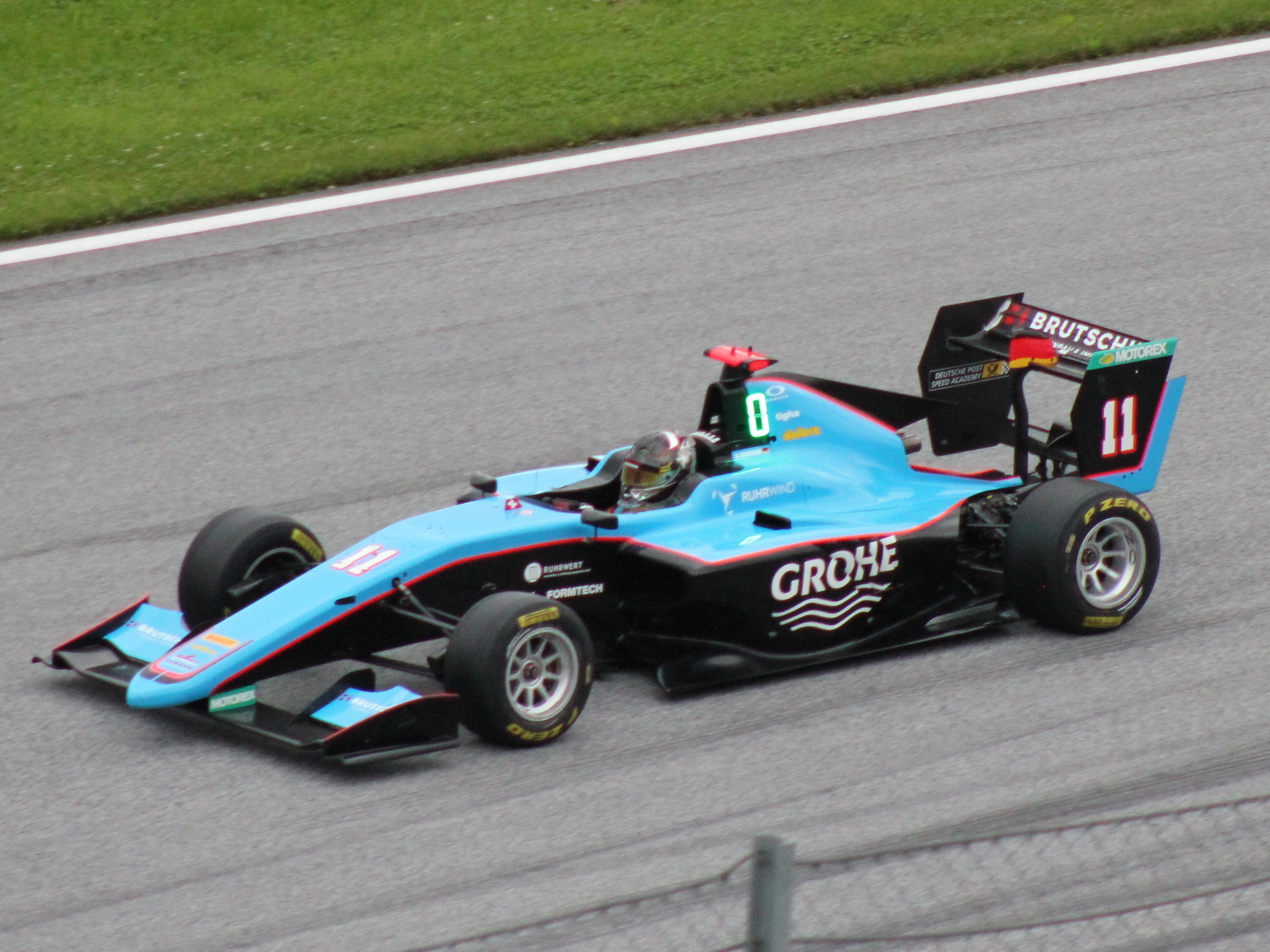
David Beckmann en GP3 Series sur le Red Bull Ring en 2018.

En 2018, Beckmann rejoint le championnat de GP3 Series au sein de l'écurie Jenzer Motorsport. Après une première partie de saison difficile où il termine à deux reprises dans les points, il change d'écurie et passe chez Trident Racing. Sa deuxième partie de saison se passe beaucoup mieux, il termine dans les points à chaque course signant au passage trois victoires et quatre podium et finit sa saison sur un abandon à Yas Marina. Il se classe cinquième du championnat avec 137 points.

### Poursuite en Formule 3 FIA (2019-2020)

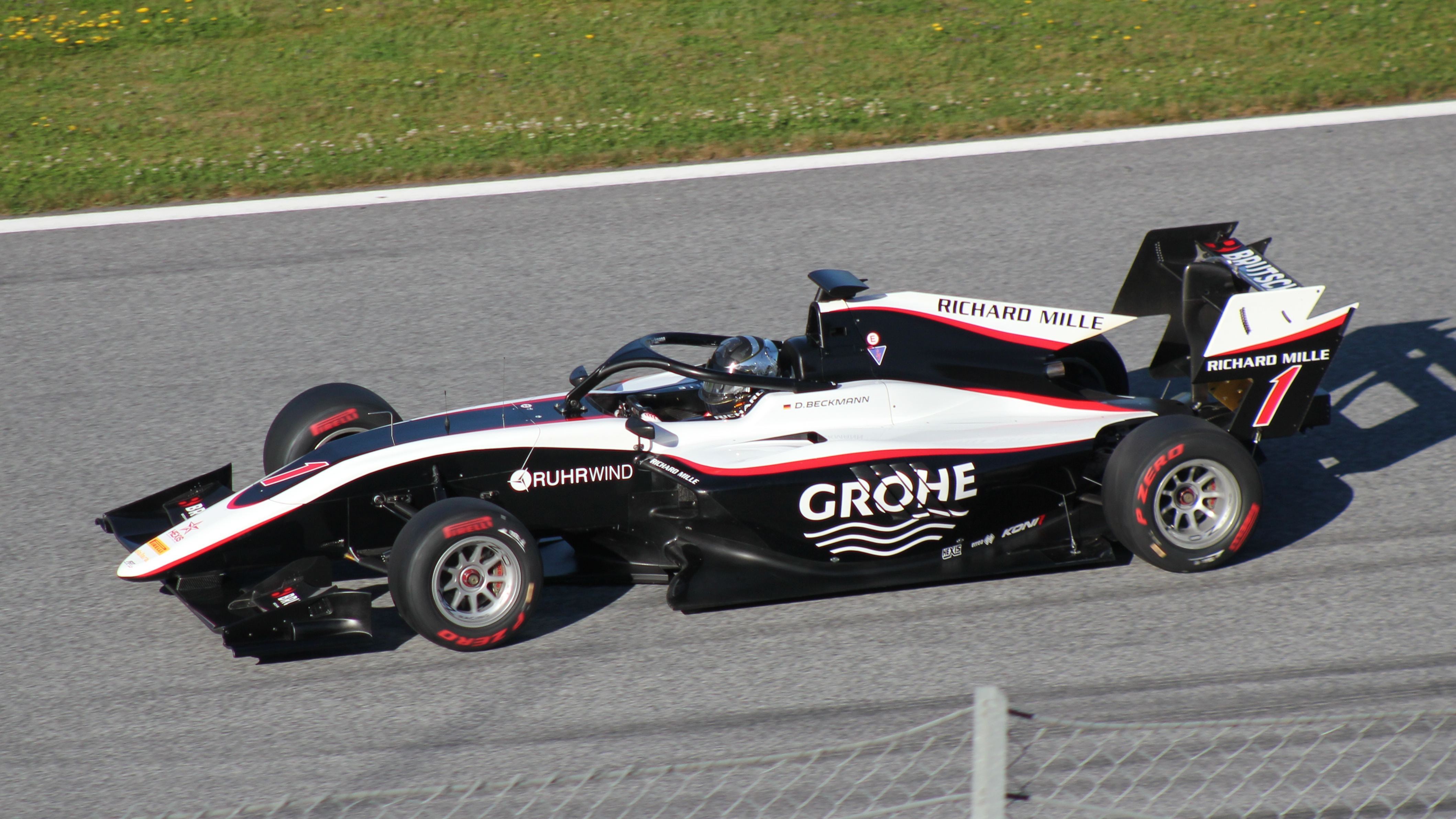
David Beckmann en Formule 3 sur le Red Bull Ring en 2019.

En 2019, Beckmann rejoint le nouveau championnat de Formule 3 FIA au sein de l'écurie ART Grand Prix. Dès sa première il se montre régulier terminant quatrième et septième à Barcelone, cependant cette régularité sera de courte durée. Il terminera toutefois sixième de la course principale disputée à Silverstone ce qui lui rapportera 8 nouveaux points. Il se classe quatorzième du championnat avec 20 points.
Le 24 juin 2020, alors qu'il n'avait pas de volant pour la saison 2020, Il est titularisé chez Trident Racing à la place du canadien Devlin DeFrancesco dont le contrat a été rompu plus tôt dans la journée. Durant la saison, il décroche deux victoires et monte à quatre reprises sur le podium. Il se classe finalement sixième du championnat avec 139,5 points.

### Promotion en Formule 2 (2021)
En 2021, Beckmann est promu en Formule 2 chez l’équipe tchèque Charouz Racing System, où il fait équipe avec Guilherme Samaia. Le jeune pilote décroche une troisième place dès sa première course à Sakhir puis une deuxième place dans la course 2 à Bakou, ce qui, avec deux autres arrivées dans les points, le place à la 13e place du classement après quatre manches. Début septembre, cependant, l'écurie annonce qu’Enzo Fittipaldi remplacera Beckmann dès la prochaine manche à Monza, car l’Allemand devait se concentrer sur l’entreprise familiale pour des questions financières. Mais quelques jours avant le début du week-end, Beckmann rejoint Campos Racing à la place de Matteo Nannini qui doit se concentrer sur la Formule 3. Après seulement deux manches à leurs côtés, l'écurie annonce que Beckmann est remplacé par Olli Caldwell pour les deux dernières manches car l'allemand ne dispose plus de budget suffisant pour terminer la saison.

## Carrière

### Résultats en monoplace
| Saison | Championnat                          | Équipe                      | Courses | Victoires | Pole positions | Meilleurs tours | Podiums | Points | Classement |
| ------ | ------------------------------------ | --------------------------- | ------- | --------- | -------------- | --------------- | ------- | ------ | ---------- |
| 2015   | Championnat d'Italie de Formule 4    | Berlin-Brandebourg e.V      | 18      | 3         | 1              | 4               | 7       | 176    | 4e         |
| 2015   | Championnat d'Allemagne de Formule 4 | kfzteile24 Mücke Motorsport | 20      | 1         | 0              | 0               | 4       | 166    | 5e         |
| 2016   | Championnat d'Europe de Formule 3    | kfzteile24 Mücke Motorsport | 24      | 0         | 0              | 1               | 2       | 67     | 15e        |
| 2016   | Masters de Formule 3                 | kfzteile24 Mücke Motorsport | 1       | 0         | 0              | 0               | 0       | N/A    | 10e        |
| 2017   | Championnat d'Europe de Formule 3    | Van Amersfoort Racing       | 9       | 0         | 0              | 0               | 0       | 45     | 16e        |
| 2017   | Championnat d'Europe de Formule 3    | Motopark                    | 21      | 0         | 0              | 0               | 0       | 45     | 16e        |
| 2018   | GP3 Series                           | Jenzer Motorsport           | 8       | 0         | 0              | 0               | 0       | 137    | 5e         |
| 2018   | GP3 Series                           | Trident Racing              | 10      | 3         | 2              | 2               | 4       | 137    | 5e         |
| 2019   | Formule 3                            | ART Grand Prix              | 14      | 0         | 0              | 0               | 0       | 20     | 14e        |
| 2020   | Formule 3                            | Trident Racing              | 18      | 2         | 0              | 0               | 6       | 139,5  | 6e         |
| 2021   | Formule 2                            | Charouz Racing System       | 12      | 0         | 0              | 0               | 2       | 32     | 15e        |
| 2021   | Formule 2                            | Campos Racing               | 5       | 0         | 0              | 0               | 0       | 32     | 15e        |
| 2022   | Formule 2                            | Charouz Racing System       | 2       | 0         | 0              | 0               | 0       | 25     | 18e        |
| 2022   | Formule 2                            | Van Amersfoort Racing       | 12      | 0         | 0              | 1               | 0       | 25     | 18e        |